# Aspid GT-21 Invictus
El Aspid GT-21 Invictus fue un proyecto de coche deportivo realizado por el fabricante de autos español IFR Automotive en 2008. La producción del GT-21 Invictus estaba prevista para el 2013.
Estaría alimentado por un motor BMW V8 4.4 litros de 450 caballos de fuerza. Debido a su bajo peso, el tiempo de 0 a 100 km/h sería de menos de 3 segundos y podría alcanzar una velocidad máxima de 301 km/h (187 mph).
Aspid planeaba hacer 250 ejemplares al año. Finalmente, el coche nunca llegó a ser fabricado.